# Mitteleuropa

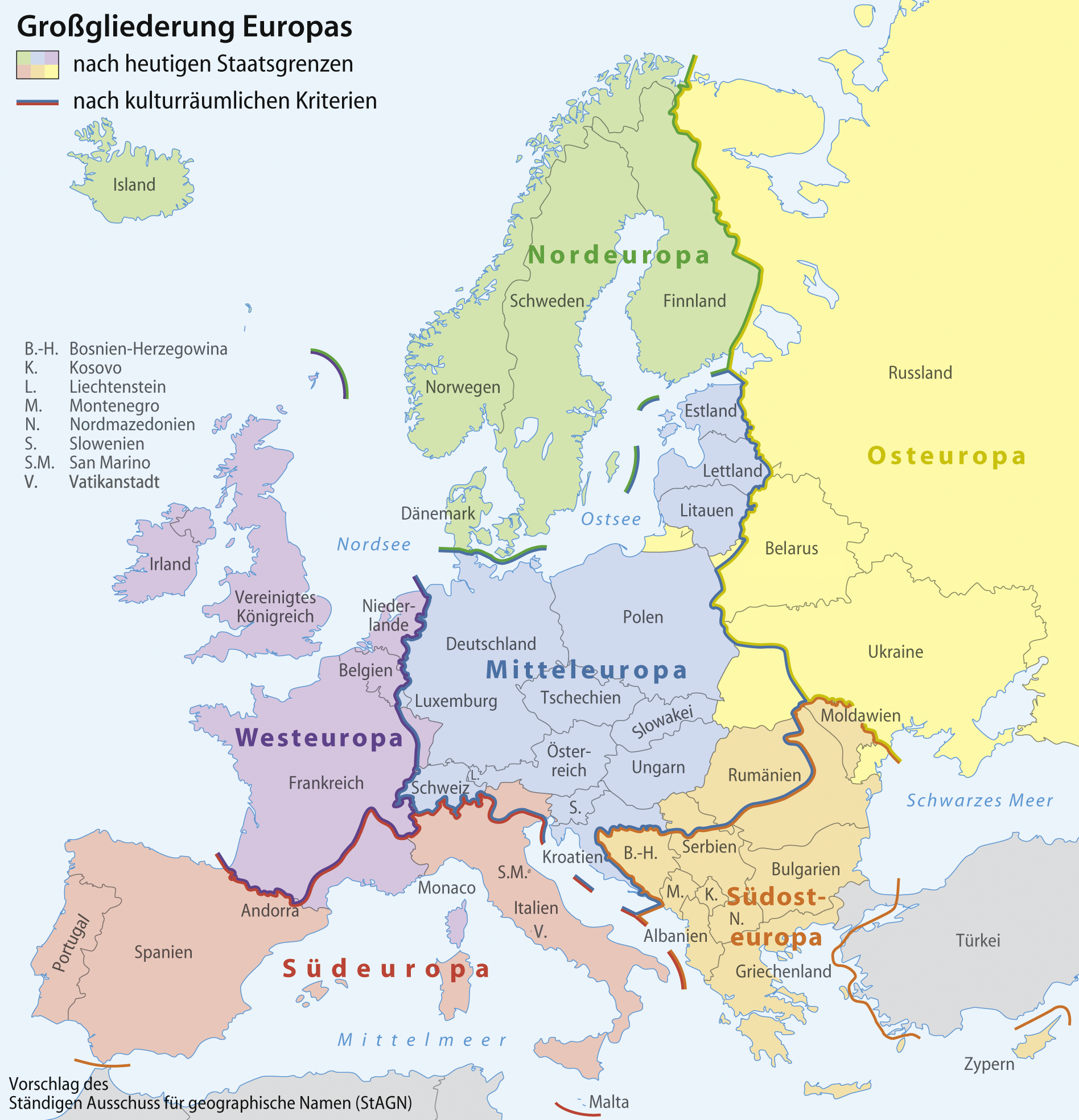
Mitteleuropa, granice kulturowe i polityczne

Mitteleuropa (z niem. Europa Środkowa) – niemieckie sformułowanie oznaczające Europę Środkową, niejednokrotnie używane także w innych językach i mające kilka różnych znaczeń. Stosowane m.in. jako pojęcie historyczne, opisujące program polityczny określający cel wojenny Niemiec podczas I wojny światowej, zakładający dominację Cesarstwa Niemieckiego nad Europą Środkową i jej eksploatację przez Niemcy, aneksję terytoriów zamieszkanych w większości przez nieniemiecką ludność autochtoniczną oraz stopniową germanizację miejscowych ludów.
Koncepcja Mitteleuropy (jedności regionu środkowoeuropejskiego) powstała w XIX wieku w Austro-Węgrzech. Została wyrażona po raz pierwszy w 1848 przez austriackiego ministra Feliksa zu Schwarzenberga.

## Koncepcja Naumanna
Niemcy i ich sojusznicy
     Część Polski i Armenii przeznaczona do aneksji przez Niemcy/Turcję
     Półautonomiczne państwa pod kontrolą Niemiec - w przyszłości planowana aneksja
     Państwa gospodarczo i administracyjnie zależne od Niemiec
     Ukraina - pod gospodarczą kontrolą Niemiec
     Planowana Republika Tatarska - niemiecki obszar osiedleńczy
     Państwa politycznie i gospodarczo związane z Niemcami
     Planowana Republika Zakaukaska - politycznie związana z Niemcami
     Półautonomiczne państwa kozackie wewnątrz Rosji - niemiecka strefa wpływów

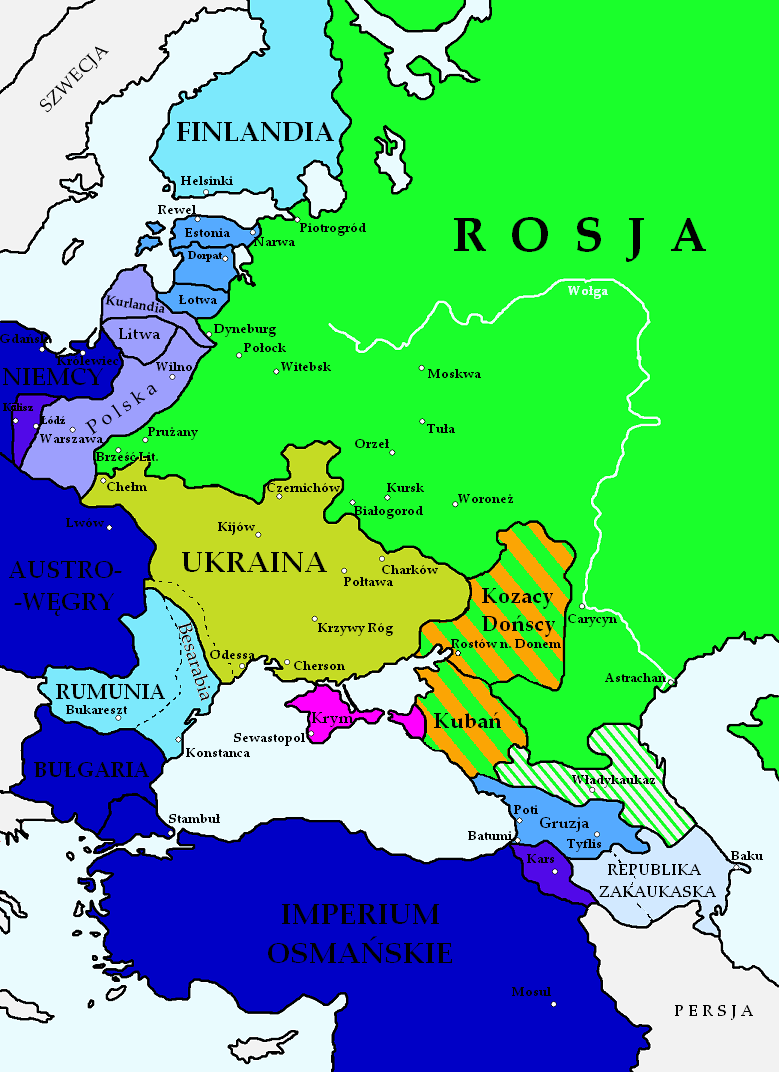
Mapa przedstawiająca niemieckie plany polityczne wobec Europy Środkowej i Wschodniej po Traktacie brzeskim z 9 lutego 1918, Traktacie brzeskim z 3 marca 1918 i Traktacie bukaresztańskim z 7 maja 1918
Niemcy i ich sojusznicy
Część Polski i Armenii przeznaczona do aneksji przez Niemcy/Turcję
Półautonomiczne państwa pod kontrolą Niemiec - w przyszłości planowana aneksja
Państwa gospodarczo i administracyjnie zależne od Niemiec
Ukraina - pod gospodarczą kontrolą Niemiec
Planowana Republika Tatarska - niemiecki obszar osiedleńczy
Państwa politycznie i gospodarczo związane z Niemcami
Planowana Republika Zakaukaska - politycznie związana z Niemcami
Półautonomiczne państwa kozackie wewnątrz Rosji - niemiecka strefa wpływów

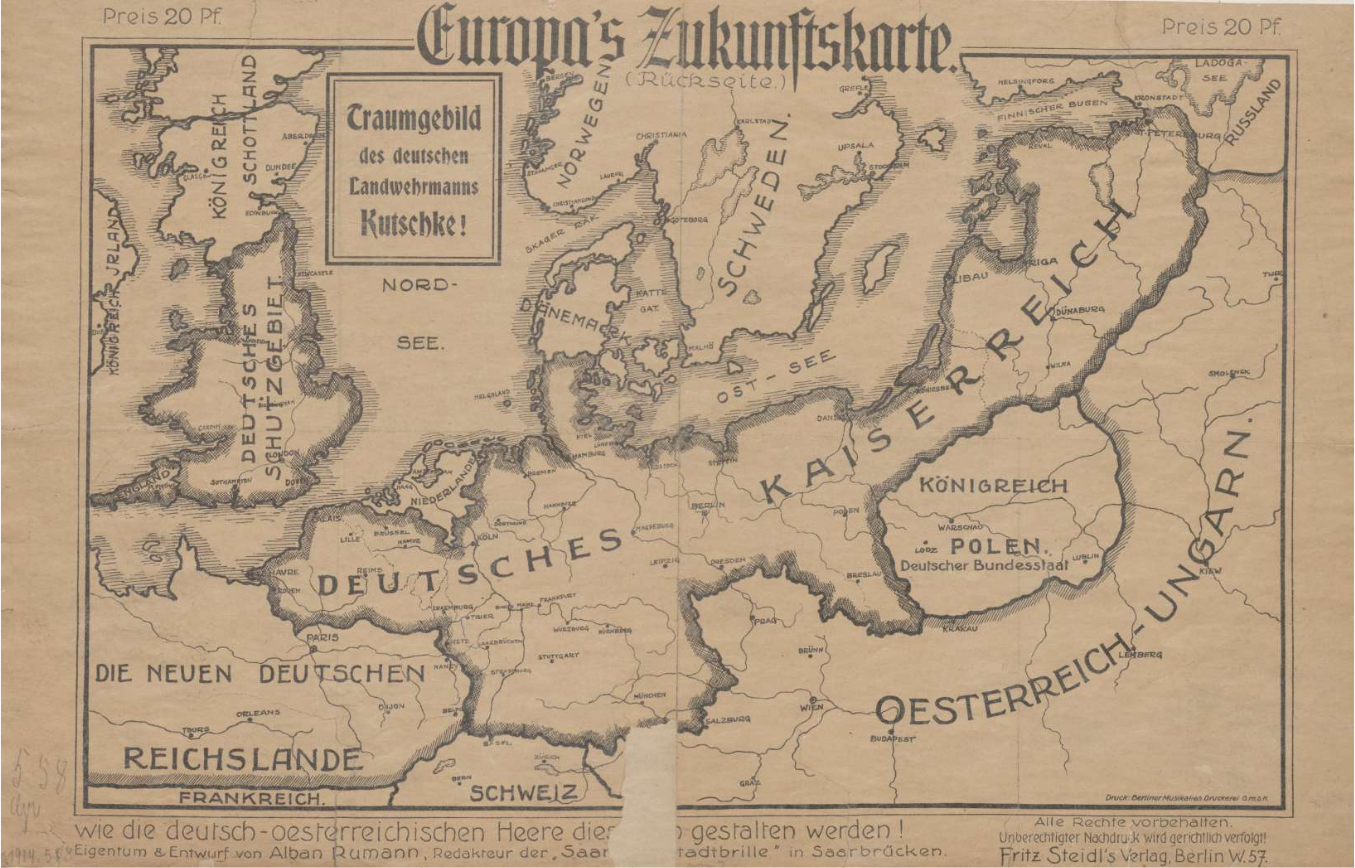
„Mapa przyszłości Europy. Wizja senna niemieckiego rezerwisty Kutschkego” autorstwa Sig Ruman z 1915.

Temat jedności Europy Środkowej podejmowała również koncepcja polityki niemieckiej sformułowana w 1915 przez politologa Friedricha Naumanna, ogłoszona w książce Mitteleuropa. W jej myśl ta część Europy miała stać się podporządkowanym państwu niemieckiemu tworem gospodarczo-politycznym. W swym programie Naumann popierał również germanizację oraz madziaryzację tego regionu . Wysuwano także żądania stworzenia na Krymie niemieckiego państwa kolonialnego oraz dążono do skolonizowania państw bałtyckich.

## Koncepcja Cesarstwa Niemieckiego
Rządzące elity polityczne Niemiec zaadaptowały ideę Mitteleuropy podczas I wojny światowej przy wytyczaniu celów wojennych oraz planów nowego porządku europejskiego po ewentualnym zwycięstwie Państw Centralnych . Mitteleuropę tworzyłyby marionetkowe państwa (w tym Królestwo Polskie) pod polityczną, gospodarczą i wojskową kontrolą Rzeszy. Rejon miał być wykorzystywanym gospodarczo zapleczem imperium niemieckiego, a jego zasoby miały służyć rywalizacji z Anglią na arenie światowej w celu uzyskania pozycji wiodącego mocarstwa. Organizacja gospodarcza opierałaby się na dominacji Niemiec, które narzuciłyby szereg korzystnych dla siebie umów gospodarczych z podległymi im satelickimi państwami, takimi jak Ukraina czy Polska. Liczono również na to iż nastroje klasy pracującej w Niemczech mogą być uspokojone przy pomocy aneksji terytorialnych, osadnictwa oraz lepszej kondycji gospodarczej Niemiec. Populacja na podporządkowanych terenach stopniowo byłaby germanizowana, także poprzez czystki etniczne na ludności rodzimej i równoległe osadnictwo niemieckie . Niemiecki plan Mitteleuropy podczas I wojny światowej przewidywał znaczną aneksję terytorium Polski (tzw. polskiego pasa granicznego) i wypędzenie z tych terytoriów Polaków oraz Żydów, zastępowanych stopniowo kolonistami niemieckimi . Sama Polska miała być stopniowo germanizowana, także poprzez zmniejszenie populacji polskiej na skutek klęsk głodu.
Częściowa realizacja tych planów miała swoje odzwierciedlenie w traktacie brzeskim, który usankcjonował gospodarczą i militarną dominację Niemiec na Ukrainie.

## Koncepcja federalizacji

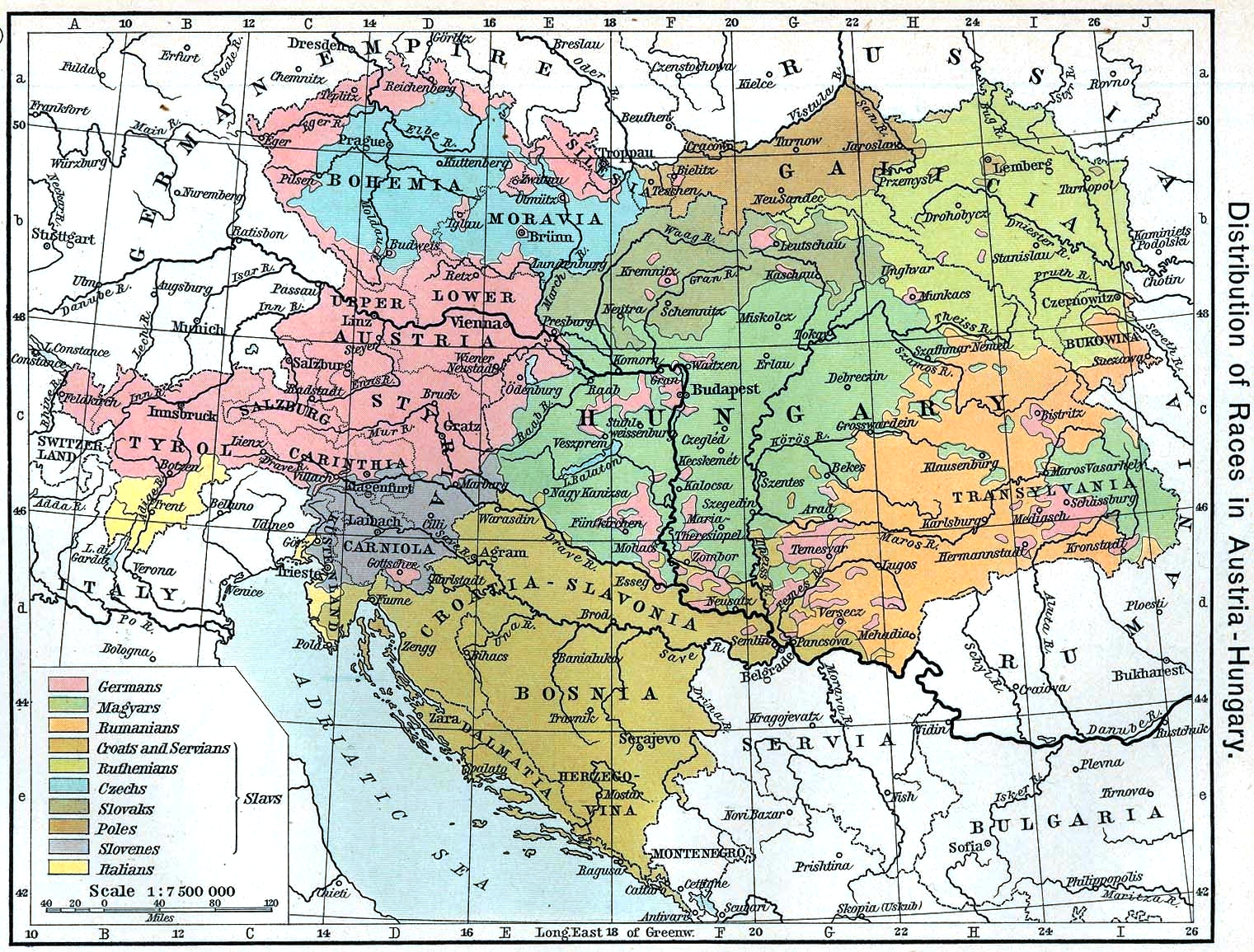
Austro-Węgry, mapa etniczna, rok 1911

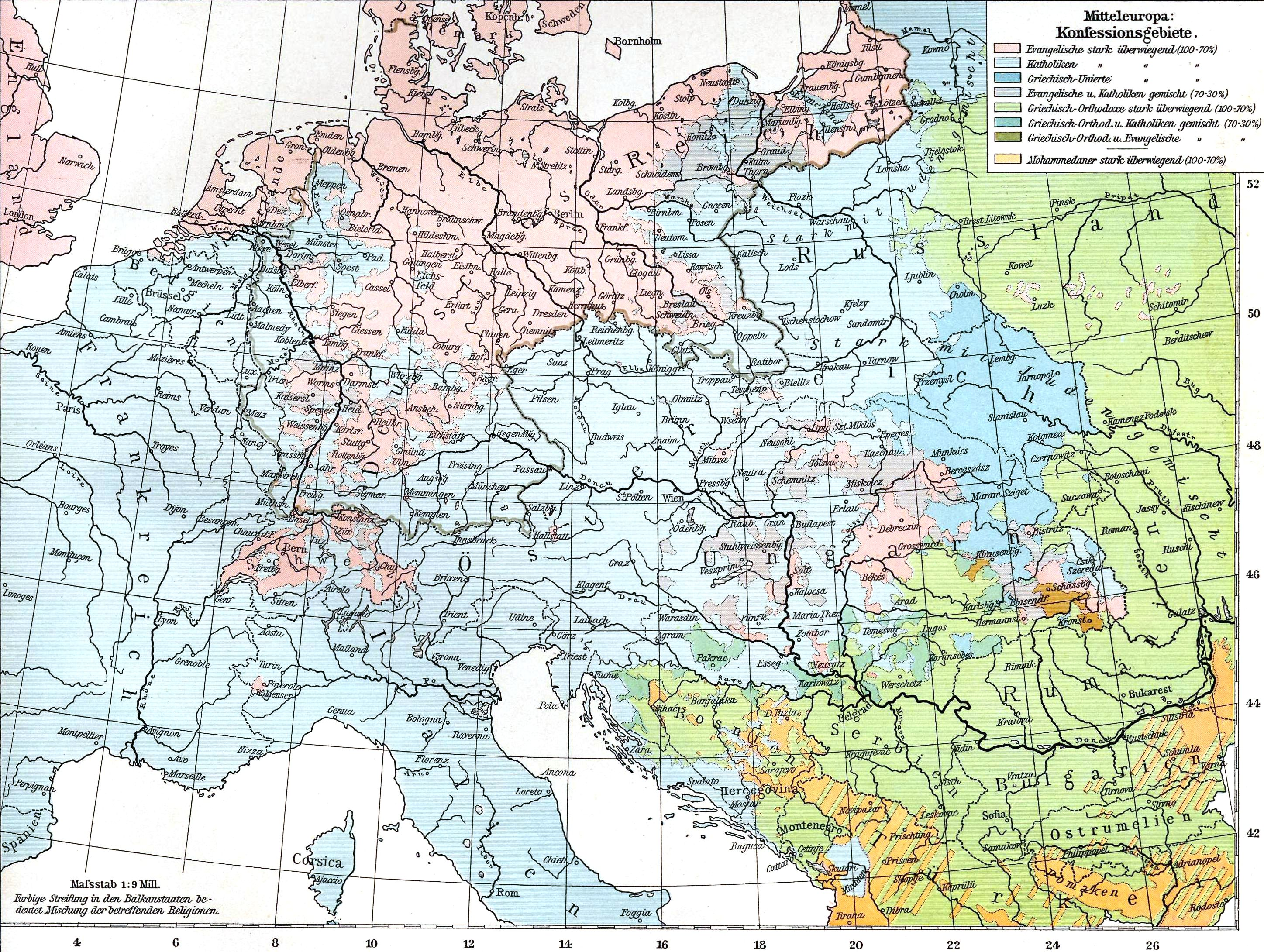
Mitteleuropa, mapa wyznaniowa, rok 1901

Koncepcja federalizacji Austro-Węgier podjęta została jeszcze w połowie 1918 r., jako ostatnia próba zachowania Monarchii w całości. Nowa konstytucja państwa zakładać miała federację krajów koronnych rządzonych przez odrębnych monarchów z dynastii Habsburgów. W Polsce środowisko monarchistyczne za odpowiedniego kandydata do korony uznało Karola Habsburga. Politycznie koncepcja Mitteleuropy straciła znaczenie po I wojnie światowej, kiedy Austro-Węgry rozpadły się na szereg samodzielnych państw, a Niemcy utraciły znaczną część swego terytorium. Obecnie Mitteleuropa jest pojęciem głównie geograficznym, choć funkcjonuje także jako nostalgiczne określenie terenów tworzących niegdyś Austro-Węgry (od Lwowa po Triest). Wobec faktycznej klęski militarnej państw centralnych, w tym wielonarodowej monarchii austro-węgierskiej, zaistniały warunki do odzyskania lub uzyskania niepodległości przez wiele narodów Europy Centralnej i Wschodniej.